# The Last Emperor (rappeur)
The Last Emperor, de son vrai nom Jamal Gray, né en 1973 à Philadelphie en Pennsylvanie, est un rappeur underground américain.

## Biographie
Après sa sortie du lycée Overbrook High School de sa ville d'origine, Philadelphie, Jamal Gray obtient son diplôme en Sciences politiques et relations internationales à la Lincoln University, toujours à Philadelphie. Gray se lance ensuite dans le rap sérieusement, et prend son nom de scène du film épique de Bernardo Bertolucci, Le Dernier Empereur, de son titre original The Last Emperor. 
Il part alors pour New York pour rapper dans les open mic de nuit de la ville. The Last Emperor se fait remarquer et enregistre une chanson avec KRS-One et Zack de la Rocha, posant un couplet sur le titre C.I.A. (Criminals in Action). Deux ans plus tard, il signe sur le label Aftermath Entertainment, devenant alors un protégé de Dr. Dre.
En 2003, il change de label pour signer avec le Rawkus Records. Quelques singles sortent durant une période de six mois, avant un arrêt total de promotion. The Last Emperor quitte alors une nouvelle fois un label, pour signer sur Red Planet Music, sortant alors enfin son premier album toujours en 2003, Music, Magic, Myth (appelé Palace of the Pretender en Europe), album distribué et téléchargeable sur Raptivism.
Il fait les premières parties de Gorillaz, de Def Squad (Redman, EPMD, Das EFX et K-Solo), Common, The Roots ou encore KRS-One, participe au Lyricist Lounge, et fait des concerts aux quatre coins du monde, comme par exemple au Danemark (Festival de Roskilde), à Londres (Jam in the Park), ou encore en Norvège (Quart Festival). Il publie un nouveau single en septembre 2006, Black Apache, sur Red Planet, puis annonce être sur un projet de nouvel album, Wizards Wardrobe, avec comme single Fine Art, publié le 27 juin 2010.

## Discographie

### Albums studio
- 2000 : The Legend of Bigfoot (non officiel)
- 2003 : Music, Magic, Myth
- 2003 : Palace of the Pretender

### Mixtapes
- 2006 : Hidden Treasures
- 2009 : Science Team... Go !

### Singles
- 1997 : Bums / Monumental / Secret Wars Part 1
- 1999 : Echo Leader / Charlie / Rap Tyranny
- 2000 : Fo'rel / Heavyweight Invincible / The Dozen
- 2001 : The Banger / The Umph
- 2003 : Who’s That / Prisoner
- 2003 : Secret Wars Part 2 / Some Love, Some Hate
- 2003 : Here We Are
- 2006 : Black Apache / Gangsta Groove
- 2010 : Fine Art
- 2011 : Pots and Pans